# ポーク郡 (フロリダ州)
ポーク郡（英: Polk County）は、アメリカ合衆国フロリダ州のフロリダ半島中央部に位置する郡である。人口は72万5046人（2020年）。郡庁所在地はバートーであり、同郡で人口最大の都市はレイクランドである。
ポーク郡はその全体でレイクランド・ウィンターヘイブン大都市圏を構成している。その西側にある諸郡とともにタンパ湾地域にあると見なされることもある。しかし、郡東部の町はオーランド大都市圏への結びつきが強い。フロリダ州の人口重心が郡内レイクウェールズにある。

## 歴史

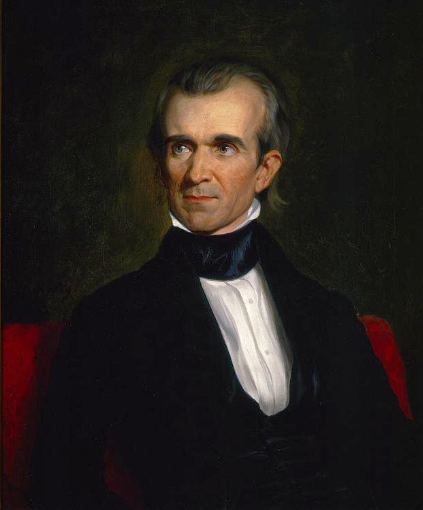
アメリカ合衆国大統領ジェームズ・ポーク、郡名の由来

ポーク郡となった地域では、氷河期の12,000年前にパレオ・インディアンが大型動物を追って南方に移動し、フロリダ半島に入ってきたのが最初の人類だった。この時までに半島は海面の変化によって拡大縮小を繰り返していた。現在よりもかなり広い時もあれば、僅かに小さな島が海面に現れているだけの時もあった。パレオ・インディアンは回遊性狩猟採集の民であり、恒久的な集落を持たなかったが、その後に古期インディアンに代わり、スペイン人が半島に入ってきて接触したときのインディアンにとっては先祖になった。これらインディアン部族は半島で繁栄し、クリストファー・コロンブスが新世界に向けて出帆した1492年に25万人以上が住んでいたと推計されている。アメリカ大陸の他地域と同様に、ヨーロッパ人に接触したことは、インディアンにとって破壊的な効果をもたらした。インディアンが免疫を持たない天然痘、はしかなどの疫病が蔓延し、多くの民の死を招いた。ヨーロッパ人侵入者はこれら疫病を免れた者も奴隷にするか殺した。その後の数百年間で先コロンブス期にいたこの地域のインディアンのほぼ全数が消滅した。残った者達はジョージア州や両カロライナ州から流れてきたクリーク族避難民と合流し、セミノール族となった。
ポンセ・デ・レオンが半島に到着してから250年間というものは、スペインがフロリダを支配していた。17世紀後半には不安定な時代に入り、フランスやイギリスが支配した。アメリカ独立戦争の後、短期間はスペイン支配に戻された。1819年、アダムズ＝オニス条約によって、フロリダはアメリカ合衆国の領土となった。
ポーク郡は1861年、南北戦争の開戦前に州議会によって設立され、郡名はアメリカ合衆国大統領ジェームズ・ポークに因んで名付けられた。ポークはフロリダが州に昇格した1845年3月3日の翌日に就任していた。つまりその在任期間全体でフロリダを州として統治した最初の大統領ということになった。郡領域は西のヒルズボロ郡を東西に分割し、東半分がポーク郡となった。
南北戦争後、郡政委員会が郡中央部に寄付された広さ120エーカー (0.49 km2) の地を郡庁所在地と決めた。その町の名は、南北戦争の南軍で最初に戦死した旅団長となったジョージア州出身のフランシス・S・バートー大佐に因んで名付けられた。バートー大佐はジョージア州サバンナで軍葬の礼によって埋葬され、准将に死後昇格した。この町の最初の名前はフォートブラウントだった。南部では他にも幾つかの町や軍がバートーに改名した。最初の郡庁舎は1867年にバートーに建設された。その後1884年と1908年の2回建て替えられた。3代目の庁舎が建てられ、現在の建屋にはポーク郡歴史博物館と系図学図書館が収められている。

### 近代
ポーク郡は、州間高速道路4号線の回廊に沿って、タンパとオーランド両方の大都市圏に近いことで、その成長が加速された。近年では、タンパ市に近いレイクランド市、オーランド市に近いヘインズシティ近辺の北東部で、成長が著しい。1990年から2000年の期間では、未編入領域の人口が25%増加したのに対し、法人化地域は僅か11%だった。通勤者のためにベッドタウンを開発することに加え、ヘインズシティ近辺ではスプロール現象が起きて、未編入領域が都市化されている。このように人口成長率が高いにも拘わらず、郡内の失業率は州平均よりも高い傾向が続いている。2010年8月時点では、ポーク郡の失業率が 13.4%であり、州平均は 11.7%だった。
2004年のハリケーン・シーズンには、チャーリー、フランシーズ、ジーンの3つのハリケーンがポーク郡上空を通過した。
郡東部のウィンターヘイブン市はテーマパークのサイプレス・ガーデンズがあったが、2009年9月23日に閉鎖された。その跡地にレゴランド・フロリダが建設された。カントリー・ミュージックのグラム・パーソンズはウィンターヘイブン市の裕福な家庭の出身である。この町には1930年頃にスーパーマーケット、パブリックスの1号店ができており、げんざいレイクランド市にはその本社がある。

## 地理
アメリカ合衆国国勢調査局に拠れば、郡域全面積は2,009.99平方マイル (5,205.9 km2)であり、このうち陸地1,874.38平方マイル (4,854.6 km2)、水域は135.60平方マイル (351.2 km2)で水域率は6.75%である。陸地面積では州内第4位である。

### 交通

#### 自動車専用道路
- 州間高速道路4号線、西のタンパ市やプラントシティから郡北部に入り、レイクランド市、オーバーンデール市、ヘインズシティ市を迂回し、北東のオーランド市に向かう
- ポーク・パークウェイ（フロリダ州道570号線）、郡西部で州間高速道路4号線から分かれて南東に進み、レイクランド市の南を通って、オーバーンデール市の西を北上して 州間高速道路4号線に戻る
- セントラル・ポーク・パークウェイ（建設中）
- ハートランド・パークウェイ（計画中）

#### アメリカ国道
- アメリカ国道17号線、南西から郡内に入り、バートー、ウィンターヘイブン、ヘインズシティを抜けて北東のオーランド市に向かう
- アメリカ国道27号線、郡東部を南北に貫く幹線道
- アメリカ国道92号線、郡西部では州間高速道路4号線の南を並行し、中部からはレイクランド市、オーバーンデール市など主要都市を東進する
- アメリカ国道98号線、郡北西部から南東部に抜ける
- アメリカ国道192号線、国道27号線から東に分かれてディズニー・ワールドやオーランドに向かう

#### 主要州道
- フロリダ州道17号線
- フロリダ州道33号線
- フロリダ州道37号線
- フロリダ州道60号線
- フロリダ州道540号線
- フロリダ州道542号線
- フロリダ州道544号線
- フロリダ州道559号線

### 隣接する郡
ポーク郡は大きな郡なので、境界を接する郡が9つあり、州内のどの郡よりも多い。オレンジ郡とは点で接するように見えるが、実際にはその角が15フィート (4.5 m) 離れており、接してはいない。
- レイク郡 - 北
- オセオラ郡 - 東
- オキーチョビー郡 - 南東
- ハイランズ郡 - 南東
- ハーディ郡 - 南
- マナティ郡 - 南西
- ヒルズボロ郡 - 西
- サムター郡 - 北西
- パスコ郡 - 北西
- オレンジ郡 - 北東隅

## 気候
| バートーの気候                                                                | バートーの気候 | バートーの気候 | バートーの気候 | バートーの気候 | バートーの気候 | バートーの気候 | バートーの気候 | バートーの気候 | バートーの気候 | バートーの気候 | バートーの気候 | バートーの気候 | バートーの気候  |
| 月                                                                            | 1月            | 2月            | 3月            | 4月            | 5月            | 6月            | 7月            | 8月            | 9月            | 10月           | 11月           | 12月           | 年              |
| ----------------------------------------------------------------------------- | -------------- | -------------- | -------------- | -------------- | -------------- | -------------- | -------------- | -------------- | -------------- | -------------- | -------------- | -------------- | --------------- |
| 最高気温記録 °F （°C）                                                        | 88 (31)        | 91 (33)        | 93 (34)        | 96 (36)        | 101 (38)       | 103 (39)       | 102 (39)       | 99 (37)        | 98 (37)        | 96 (36)        | 93 (34)        | 90 (32)        | 103 (39)        |
| 平均最高気温 °F （°C）                                                        | 73 (23)        | 75 (24)        | 80 (27)        | 84 (29)        | 89 (32)        | 92 (33)        | 92 (33)        | 92 (33)        | 90 (32)        | 85 (29)        | 80 (27)        | 75 (24)        | 83.5 (28.6)     |
| 平均最低気温 °F （°C）                                                        | 51 (11)        | 53 (12)        | 57 (14)        | 61 (16)        | 67 (19)        | 72 (22)        | 73 (23)        | 74 (23)        | 73 (23)        | 66 (19)        | 60 (16)        | 53 (12)        | 63.3 (17.4)     |
| 最低気温記録 °F （°C）                                                        | 20 (−7)        | 23 (−5)        | 23 (−5)        | 36 (2)         | 47 (8)         | 56 (13)        | 60 (16)        | 61 (16)        | 55 (13)        | 41 (5)         | 25 (−4)        | 18 (−8)        | 18 (−8)         |
| 降水量 inch （mm）                                                            | 2.51 (63.8)    | 2.82 (71.6)    | 3.11 (79)      | 2.53 (64.3)    | 3.81 (96.8)    | 6.78 (172.2)   | 8.56 (217.4)   | 6.52 (165.6)   | 6.68 (169.7)   | 2.71 (68.8)    | 2.18 (55.4)    | 2.37 (60.2)    | 50.58 (1,284.7) |
| 出典：The Weather Channel and National Oceanic and Atmospheric Administration |                |                |                |                |                |                |                |                |                |                |                |                |                 |

| レイクランドの気候     | レイクランドの気候 | レイクランドの気候 | レイクランドの気候 | レイクランドの気候 | レイクランドの気候 | レイクランドの気候 | レイクランドの気候 | レイクランドの気候 | レイクランドの気候 | レイクランドの気候 | レイクランドの気候 | レイクランドの気候 | レイクランドの気候 |
| 月                     | 1月                | 2月                | 3月                | 4月                | 5月                | 6月                | 7月                | 8月                | 9月                | 10月               | 11月               | 12月               | 年                 |
| ---------------------- | ------------------ | ------------------ | ------------------ | ------------------ | ------------------ | ------------------ | ------------------ | ------------------ | ------------------ | ------------------ | ------------------ | ------------------ | ------------------ |
| 最高気温記録 °F （°C） | 87 (31)            | 90 (32)            | 92 (33)            | 95 (35)            | 103 (39)           | 105 (41)           | 100 (38)           | 100 (38)           | 98 (37)            | 96 (36)            | 93 (34)            | 87 (31)            | 105 (41)           |
| 平均最高気温 °F （°C） | 74 (23)            | 76 (24)            | 82 (28)            | 86 (30)            | 91 (33)            | 94 (34)            | 95 (35)            | 94 (34)            | 92 (33)            | 87 (31)            | 80 (27)            | 75 (24)            | 86 (30)            |
| 平均最低気温 °F （°C） | 51 (11)            | 52 (11)            | 56 (13)            | 61 (16)            | 67 (19)            | 72 (22)            | 73 (23)            | 74 (23)            | 73 (23)            | 66 (19)            | 59 (15)            | 53 (12)            | 63 (17)            |
| 最低気温記録 °F （°C） | 20 (−7)            | 27 (−3)            | 25 (−4)            | 35 (2)             | 47 (8)             | 52 (11)            | 64 (18)            | 63 (17)            | 57 (14)            | 42 (6)             | 28 (−2)            | 20 (−7)            | 20 (−7)            |
| 降水量 inch （mm）     | 2.45 (62.2)        | 2.73 (69.3)        | 3.38 (85.9)        | 2.04 (51.8)        | 3.81 (96.8)        | 7.00 (177.8)       | 7.51 (190.8)       | 7.33 (186.2)       | 6.33 (160.8)       | 2.29 (58.2)        | 2.12 (53.8)        | 2.14 (54.4)        | 49.13 (1,247.9)    |
| 出典：                 |                    |                    |                    |                    |                    |                    |                    |                    |                    |                    |                    |                    |                    |

| ウィンターヘイブンの気候  | ウィンターヘイブンの気候 | ウィンターヘイブンの気候 | ウィンターヘイブンの気候 | ウィンターヘイブンの気候 | ウィンターヘイブンの気候 | ウィンターヘイブンの気候 | ウィンターヘイブンの気候 | ウィンターヘイブンの気候 | ウィンターヘイブンの気候 | ウィンターヘイブンの気候 | ウィンターヘイブンの気候 | ウィンターヘイブンの気候 | ウィンターヘイブンの気候 |
| 月                        | 1月                      | 2月                      | 3月                      | 4月                      | 5月                      | 6月                      | 7月                      | 8月                      | 9月                      | 10月                     | 11月                     | 12月                     | 年                       |
| ------------------------- | ------------------------ | ------------------------ | ------------------------ | ------------------------ | ------------------------ | ------------------------ | ------------------------ | ------------------------ | ------------------------ | ------------------------ | ------------------------ | ------------------------ | ------------------------ |
| 最高気温記録 °F （°C）    | 89 (32)                  | 92 (33)                  | 94 (34)                  | 98 (37)                  | 100 (38)                 | 103 (39)                 | 100 (38)                 | 100 (38)                 | 98 (37)                  | 96 (36)                  | 91 (33)                  | 92 (33)                  | 103 (39)                 |
| 平均最高気温 °F （°C）    | 74 (23)                  | 76 (24)                  | 80 (27)                  | 84 (29)                  | 89 (32)                  | 92 (33)                  | 93 (34)                  | 92 (33)                  | 90 (32)                  | 85 (29)                  | 79 (26)                  | 74 (23)                  | 84.0 (28.9)              |
| 平均最低気温 °F （°C）    | 51 (11)                  | 52 (11)                  | 56 (13)                  | 60 (16)                  | 66 (19)                  | 71 (22)                  | 72 (22)                  | 73 (23)                  | 72 (22)                  | 66 (19)                  | 59 (15)                  | 52 (11)                  | 62.5 (16.9)              |
| 最低気温記録 °F （°C）    | 19 (−7)                  | 25 (−4)                  | 23 (−5)                  | 32 (0)                   | 46 (8)                   | 50 (10)                  | 59 (15)                  | 62 (17)                  | 59 (15)                  | 44 (7)                   | 22 (−6)                  | 19 (−7)                  | 19 (−7)                  |
| 降水量 inch （mm）        | 2.39 (60.7)              | 2.57 (65.3)              | 3.36 (85.3)              | 2.21 (56.1)              | 3.68 (93.5)              | 6.91 (175.5)             | 8.12 (206.2)             | 7.52 (191)               | 6.16 (156.5)             | 2.64 (67.1)              | 2.43 (61.7)              | 2.23 (56.6)              | 50.22 (1,275.6)          |
| 出典：The Weather Channel |                          |                          |                          |                          |                          |                          |                          |                          |                          |                          |                          |                          |                          |

## 人口動態
以下は2000年国勢調査による人口統計データである。
| 基礎データ - 人口: 483,924人 - 世帯数: 187,233 世帯 - 家族数: 132,373 家族 - 人口密度: 100人/km2（258人/mi2） - 住居数: 226,376軒 - 住居密度: 47軒/km2（121軒/mi2） 人種別人口構成 - 白人: 79.58% - アフリカン・アメリカン: 13.54% - ネイティブ・アメリカン: 0.38% - アジア人: 0.93% - 太平洋諸島系: 0.04% - その他の人種: 3.82% - 混血: 1.71% - ヒスパニック・ラテン系: 9.49% 年齢別人口構成 - 18歳未満: 24.4% - 18-24歳: 8.3% - 25-44歳: 26.4% - 45-64歳: 22.5% - 65歳以上: 18.3% - 年齢の中央値: 39歳 - 性比（女性100人あたり男性の人口） - 総人口: 96.3 - 18歳以上: 93.1 | 世帯と家族（対世帯数） - 18歳未満の子供がいる: 29.0% - 結婚・同居している夫婦: 54.4% - 未婚・離婚・死別女性が世帯主: 12.0% - 非家族世帯: 29.3% - 単身世帯: 24.1% - 65歳以上の老人1人暮らし: 11.1% - 平均構成人数 - 世帯: 2.52人 - 家族: 2.96人 収入と家計 - 収入の中央値 - 世帯: 36,036米ドル - 家族: 41,442米ドル - 性別 - 男性: 31,396米ドル - 女性: 22,406米ドル - 人口1人あたり収入: 18,302米ドル - 貧困線以下 - 対人口: 12.9% - 対家族数: 9.4% - 18歳未満: 19.1% - 65歳以上: 8.1% |

## 都市と町

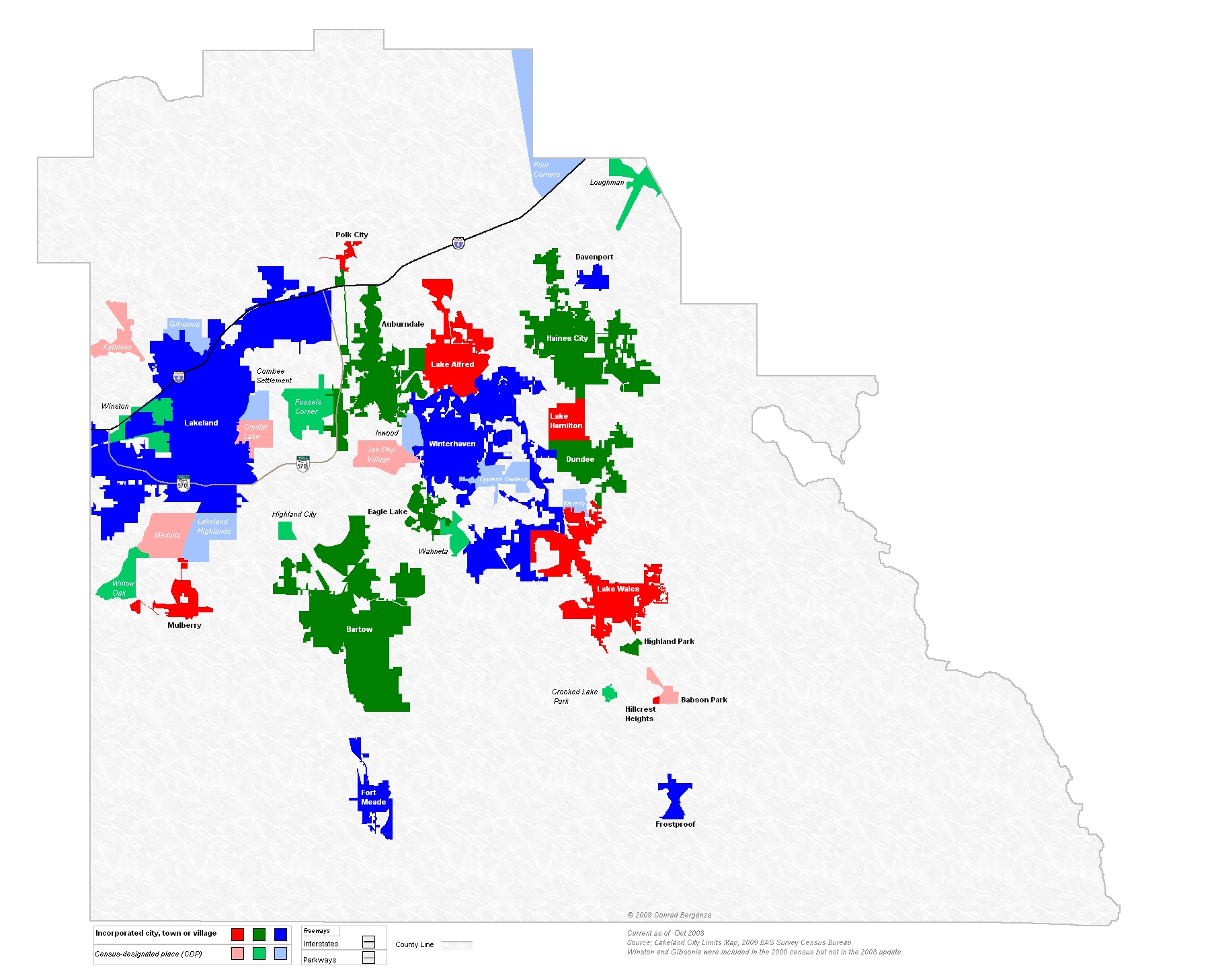
ポーク郡の法人化自治体

2010年国勢調査に拠れば、郡人口の38%足らずが17の法人化自治体に住んでいる。最大の都市は西端のレイクランド市であり、人口は 97,000人を超えている。もう1つの中核都市は. 東部にあるウィンターヘイブン市であり、人口は 33,000人を超えている。郡庁所在地のバートー市は、レイクランド市の南東、ウィンターヘイブン市の南西にあり、人口は 17,000人を超えている。この3市はほぼ下向きの正三角形を形作っている。
その他人口1万人を超える主要都市は、ヘインズシティ、オーバーンデール、レイクウェールズ各市がある。ヘインズシティ市は北東部にあり、人口は2万人を超えている。オーバーンデール市はウィンターヘイブン市の北西に、レイクウェールズ市はバートー市の東約16マイル (26 km) にある。
その他の都市や町としては、ダベンポート、ダンディ、イーグルレイク、フォートミード、フロストプルーフ、ハイランドパーク、ヒルクレストハイツ、レイクアルフレッド、レイクハミルトン、マルベリー、ポークシティがある。

## 経済
2010年時点でポーク郡の経済は275,000人以上の労働力に支えられている。昔から大きな産業はリン酸塩採掘、農業、観光業だった。

## 政治
郡の行政と立法の権限は5人の委員による郡政委員会に与えられている。郡内は5つの地域に分けられているが、選挙は郡全体を対象に行われている。各委員の任期は4年間であり、奇数番号の地域代表は大統領選挙と同じ年に選出され、偶数番号の地域代表はその2年後に選出される。州の選挙で選ばれる役人と同様に、委員はリコールの対象とされている。委員の互選で毎年議長と副議長を選出している。議長は、小委員会の議長を選び、郡マネジャーと共に委員会の政策を立案する。委員会は隔週の火曜日を原則に、月2回開催されている。必要に応じて臨時の会合が持たれるが、フロリダ・サンシャイン法に従って予告される必要がある。
郡政委員会の任務の中でも重要なものが課税と予算の割付である。郡政府のために郡が課する従価税率は6.8665ミルである。郡全体にわたる保安官、資産評価官、税徴収官、選挙管理官にも予算を割り当てる。郡裁判所と巡回裁判所も一部は郡の予算によっており、州検察官や公選弁護人の費用が含まれる。郡予算の一部は自治体レベルのサービスや未編入領域の規制に宛てられる。
| 年     | 共和党 | 民主党 | その他 |
| ------ | ------ | ------ | ------ |
| 2008年 | 52.5%  | 46.3%  | 0.6%   |
| 2004年 | 58.6%  | 40.8%  | 0.6%   |
| 2000年 | 53.6%  | 44.6%  | 1.8%   |
| 1996年 | 45.3%  | 44.4%  | 10.3%  |
| 1992年 | 45.2%  | 35.3%  | 19.5%  |
| 1988年 | 66.4%  | 33.0%  | 0.6%   |

## 教育
郡内の公共教育はポーク郡公共教育学区が管轄している。

### 高等教育機関
- ポーク州立カレッジ、公立、元ポーク・コミュニティカレッジ
- サウスイースタン大学、私立
- フロリダ・サザン・カレッジ、私立
- フロリダ・ポリテクニック大学、公立
- ワーナー大学、私立

### 政府関連
- Polk County Government / Board of County Commissioners official website
- Polk County Clerk of Courts
- Polk County Supervisor of Elections
- Polk County Property Appraiser
- Polk County Sheriff's Office
- Polk County Tax Collector

### 特殊地区
- Polk County Public Schools
- South Florida Water Management District
- Southwest Florida Water Management District
- Lake Region Lakes Management District "Canal Commission"

### 司法関連
- Public Defender, 10th Judicial Circuit of Florida servings Hardee, Highlands, and Polk Counties
- Office of the State Attorney, 10th Judicial Circuit of Florida
- 10th Judicial Circuit of Florida

### 歴史
- online review of Brown, Canter, Jr. In the Midst of All That Makes Life Worth Living: Polk County, Florida, to 1940. (2001). 325 pp.
- online review of Brown, Canter, Jr. None Can Have Richer Memories: Polk County, Florida 1940–2000 (2005)

### 民間
- Polk Partners, founded by the Lakeland Area Chamber of Commerce, Greater Winter Haven Chamber of Commerce, Central Florida Development Council, and The Ledger.
- Polk County Democrat local newspaper for Polk County, Florida fully and openly available in the Florida Digital Newspaper Library
- Polk County Guide online guide to attractions & events in Polk County, Florida

座標: 北緯27度58分 西経81度42分 / 北緯27.96度 西経81.70度